# White Island (Otago)
Pour les articles homonymes, voir White Island et White.
White Island, en maori Ponuiahine, est une île inhabitée de Nouvelle-Zélande située dans l'océan Pacifique Sud, à environ 2,5 kilomètres au large des côtes de l'Otago, près de la ville de Dunedin.